# إسبن كريستنسن
إسبن كريستنسن (بالنرويجية: Espen Christensen) مواليد 17 يونيو 1985 في ستافانغر، هو لاعب كرة يد نرويجي يلعب كحارس مرمى. يلعب حاليا مع نادي جوج لكرة اليد ويحمل الرقم 1. مثل منتخب النرويج لكرة اليد.

## المسيرة الاحترافية
لعب مع إتش 43 لوند في الدوري السويدي من سنة 2008 إلى 2012، ثم لعب مع لوجي إتش إف من سنة 2012 إلى 2015، ثم لعب مع نادي جوج لكرة اليد في الدوري الدنماركي في سنة 2015.

## سجل المنافسة
شارك في البطولات التالية:
- بطولة أوروبا لكرة اليد للرجال 2016

## معرض صور

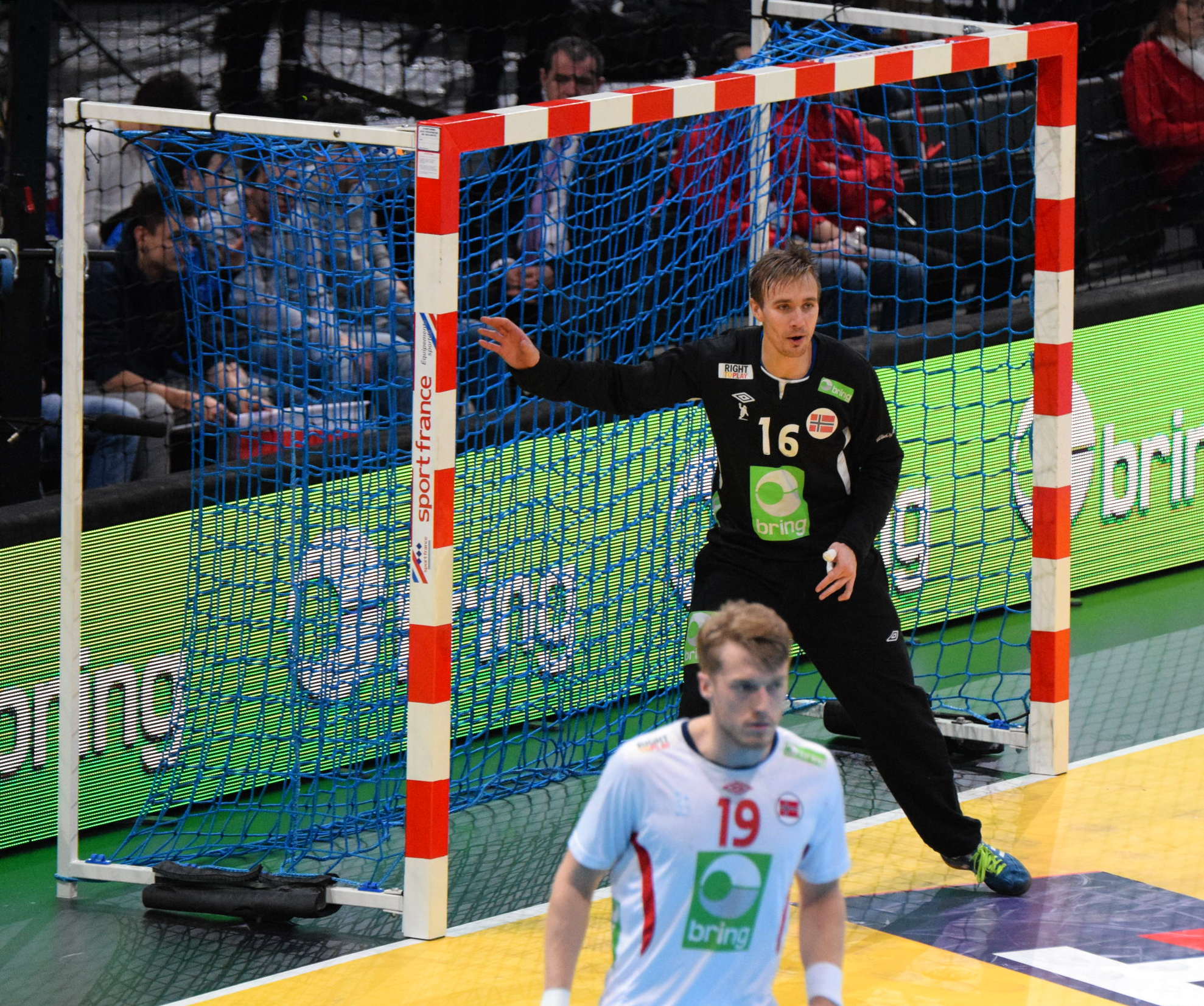
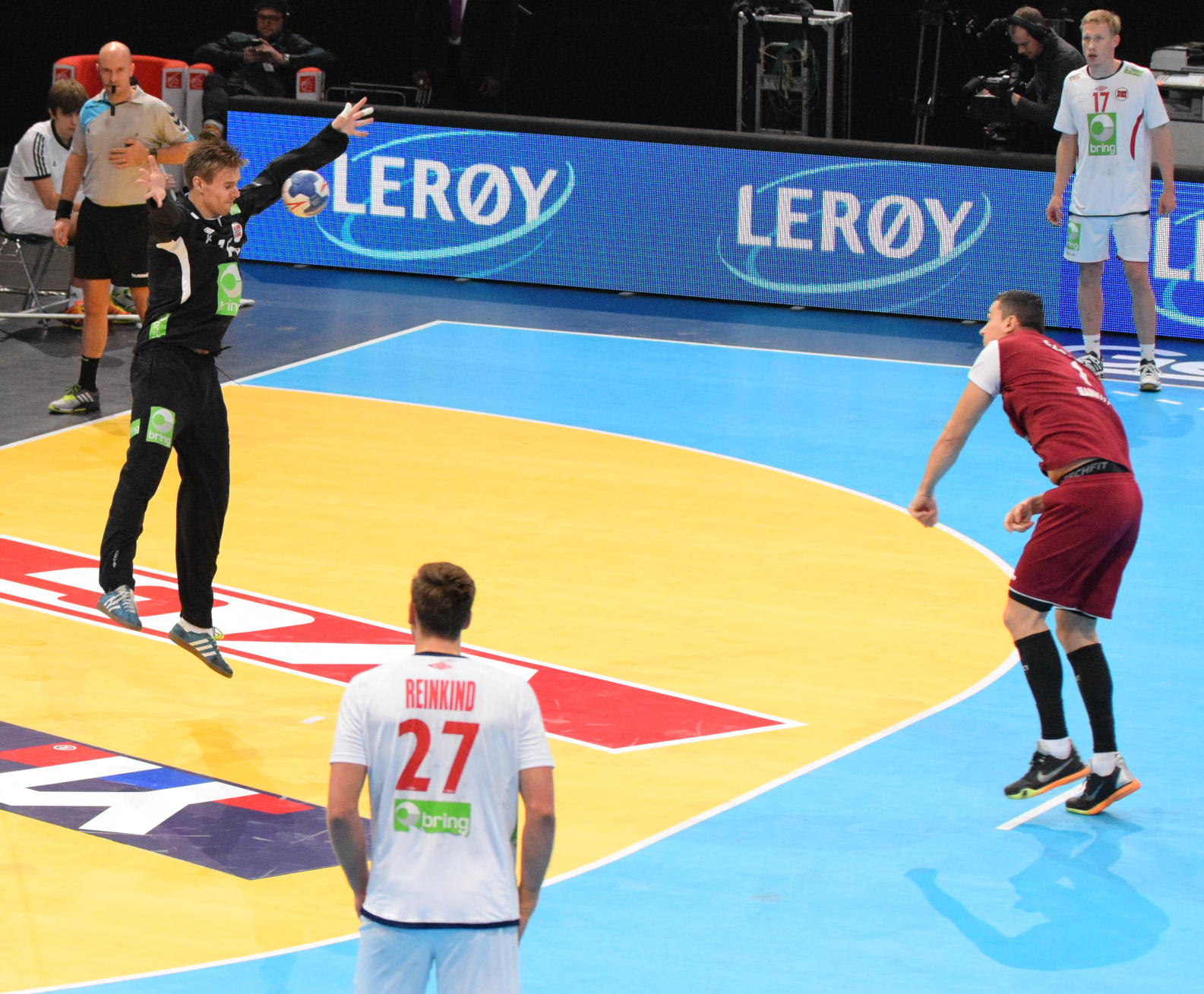
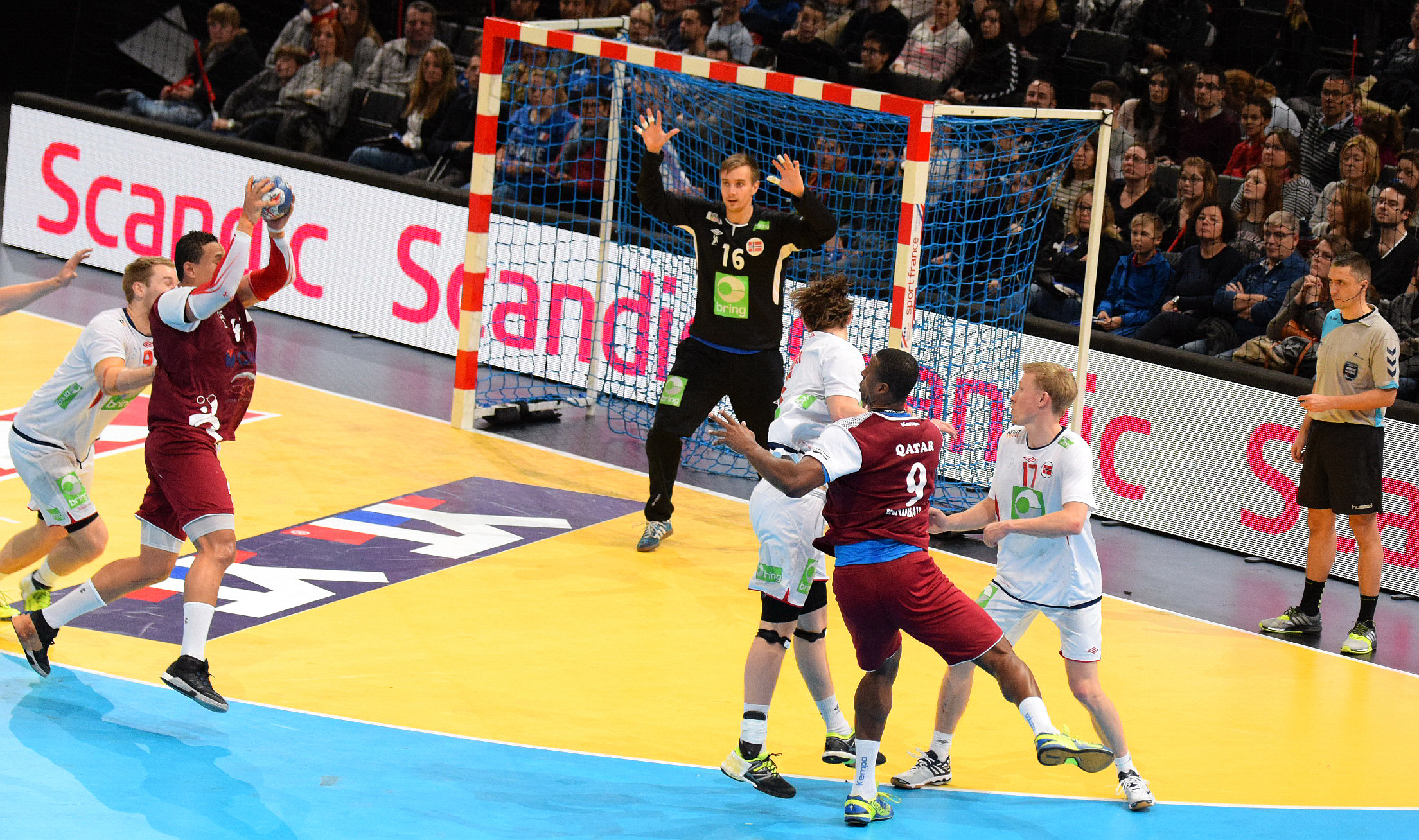
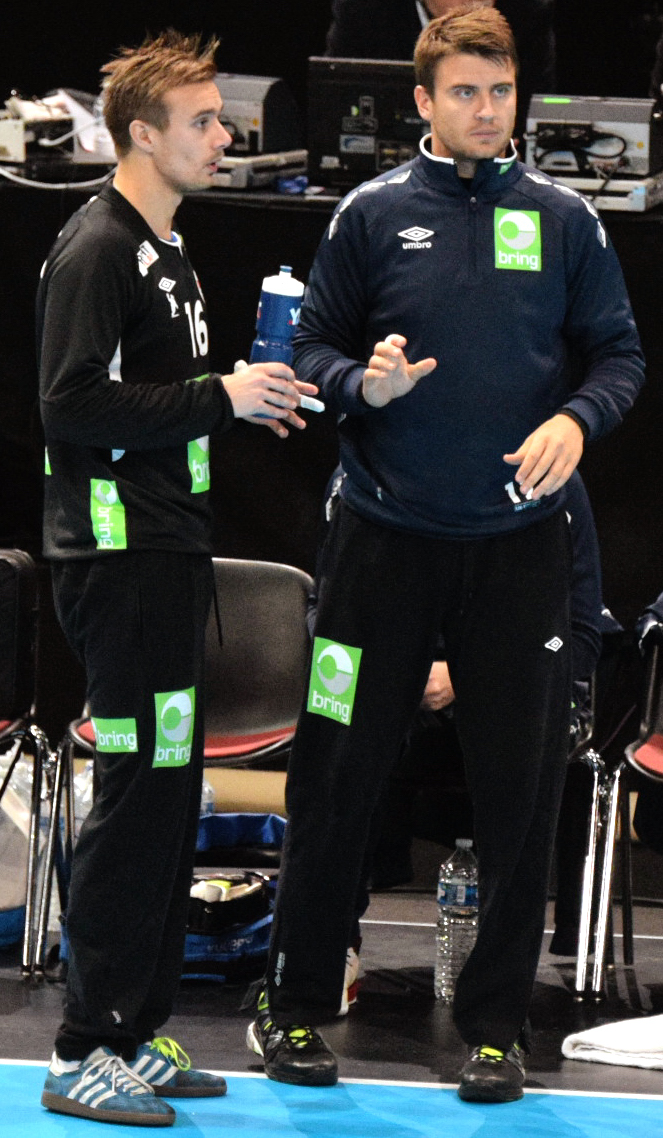

## روابط خارجية
- إسبن كريستنسن على موقع الاتحاد الأوروبي لكرة اليد (الإنجليزية)
- إسبن كريستنسن على موقع الاتحاد النرويجي لكرة اليد (النرويجية)